# Catagénesis

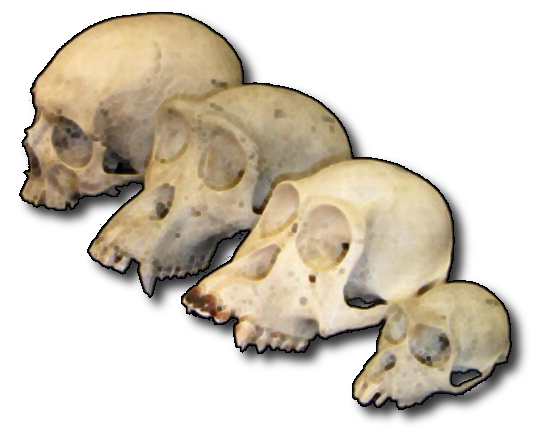
Cráneos de primates proporcionados por cortesía del Museo de Zoología Comparada, Universidad de Harvard.

La catagénesis es la alteración físico-química de los sedimentos y los fluidos intersticiales a temperaturas y presiones más elevadas que las de la diagénesis. La catagénesis implica un proceso de calentamiento en un rango oscilante entre 50° y 150 °C [122° y 302 °F]. A estas temperaturas, los enlaces químicos se rompen en el querógeno y en las arcillas de las lutitas, generando hidrocarburos líquidos. En el extremo superior de este rango de temperatura, el craqueo secundario de las moléculas de petróleo puede generar moléculas de gas. (Glosario Schlumberger).
La catagénesis es un término arcaico de la biología evolutiva para referirse a las direcciones evolutivas que se consideraban "retrogresivas". Era un término usado en contraste con la anagénesis, que en la actualidad describe la evolución de una población en una forma nueva sin ramificarse en líneas de descendencia. La cladogénesis es el término utilizado para las líneas de descendencia, es decir, cuando el origen evolutivo de una forma nueva no está acompañado de la desaparición de la forma ancestral.
- Datos: Q2637864